# Rolf-Josef Eibicht
Rolf-Josef Eibicht (* 15. Januar 1951 in Düsseldorf) ist ein deutscher Publizist und Autor aus dem rechtsextremen Spektrum.
Der Rechtsextremismusforscher Thomas Pfeiffer sieht Eibichts Bedeutung unter anderem in seinem „ungewöhnlich weit verzweigte(n) […] Beziehungsgeflecht“: „Dieses reicht sowohl in den traditionellen Rechtsextremismus – auch zu Holocaust-Leugner Germar Scheerer sowie zu Neonazis […] – als auch in das Scharnierspektrum der Heimatvertriebenen und/oder Neuen Rechten.“
Eibicht publiziert in einer Vielzahl von Medien aus dem rechtsextremistischen und neonazistischen Bereich. Er war Herausgeber diverser Bücher, unter anderem von Unterdrückung und Verfolgung deutscher Patrioten. Gesinnungsdiktatur in Deutschland?, in denen eine geschichtsrevisionistische Position gegenüber Tschechien vertreten wurde. Autoren dieses Buches waren unter anderem der NPD-Bundesvorsitzende Udo Voigt, Jürgen Rieger, Manfred Rouhs, Manfred Roeder und der CDU-Bundestagsabgeordnete Heinrich Lummer. Das Buch wurde von verschiedenen rechten Organisationen und Publikationen wie der Jungen Freiheit und von der Sudetendeutschen Landsmannschaft empfohlen und führte 1997 zu einer parlamentarischen Kleinen Anfrage einer PDS-Bundestagsabgeordneten zu Verfassungsschutzinformationen über den herausgebenden Hutten-Verlag.
Eibicht verfasste auch ein Kapitel für den Sammelband Deutsche und Tschechen der Bundeszentrale für politische Bildung, in dessen Literaturverzeichnis eines seiner Bücher aufgeführt ist.
Bereits mit 17 Jahren schloss er sich der NPD an, aus der er 1971 wieder austrat. Danach gehörte er einige Zeit der CDU an. 1987 trat er den Republikanern bei. Interne Konflikte führten im Juli 1990 auch dort zu seinem Austritt. Zu den Bundestagswahlen 1998 kandidierte Eibicht als parteiunabhängiger Kandidat auf der Liste der Deutschen Volksunion (DVU) in Bayern.
Im Jahr 2000 erschien das von Eibicht mitherausgegebene Buch Der Vertreibungsholocaust im rechtsextremen Deutsche Stimme Verlag der NPD. Der Titel ist gemäß Bundesverfassungsschutzbericht von 2006 als gesteigerter sekundärer Antisemitismus zu werten.
Eibicht ist Mitglied der Sudetendeutschen Landsmannschaft, der geschichtsrevisionistischen Zeitgeschichtlichen Forschungsstelle Ingolstadt und der vom Verfassungsschutz beobachteten Gesellschaft für Freie Publizistik. Er betätigt sich im Rahmen des Witikobundes, einer sudetendeutschen Lobby-Organisation, die auf eine Revision der Beneš-Dekrete hinarbeitet und bei der der Verfassungsschutz „eine Verdichtung von Anhaltspunkten für rechtsextremistische Bestrebungen“ festgestellt hat, als Referent.

## Werke (Auswahl)
- Rolf-Josef Eibicht (Hrsg.): Unterdrückung und Verfolgung deutscher Patrioten. Gesinnungsdiktatur in Deutschland. Hutten-Verlag, Viöl / Nordfriesland 1997
- Rolf-Josef Eibicht (Hrsg.): Jörg Haider – Patriot im Zwielicht? DS-Verlag, Stuttgart 1997, ISBN 3-9805844-1-0.
- Rolf-Josef Eibicht (Hrsg.): Hellmut Diwald. Sein Vermächtnis für Deutschland. Sein Mut zur Geschichte. 1994
- Rolf-Josef Eibicht: Deutschlands Rechte – Ordnungs- und Gestaltungsauftrag. Kyffhäuser-Verlag, München 1998
- Rolf-Josef Eibicht und Anne Hipp (Hrsg.): Der Vertreibungsholocaust. Politik zur Wiedergutmachung eines Jahrtausendverbrechens. Riesa (Deutsche Stimme Verlag der NPD) 2000
- Rolf-Josef Eibicht: Ostdeutschland und Sudetenland : Schicksal und Leistung der deutschen Heimatvertriebenen von 1945 bis 2000. 2000
- Rolf-Josef Eibicht: Der polnische und tschechische Imperialismus. 2000
- Rolf-Josef Eibicht: 50 Jahre Vertreibung : der Völkermord an den Deutschen ; Ostdeutschland und das Sudetenland ; Rückgabe statt Verzicht. Tübingen 1995